# Alexander Russell
Alexander Russell ( ca. 1715 - 1768 ) fue un médico, botánico, etnólogo inglés, que trabajó en la factoría inglesa de Alepo, Siria.

## Algunas publicaciones
- "The Natural History of Aleppo."

## Honores

### Epónimos
- (Leguminosae) Russelia J.Koenig ex Roxb.[1]
- (Saxifragaceae) Russelia L.f.[2]
- (Scrophulariaceae) Russelia Jacq.[3]

- La abreviatura «Russell» se emplea para indicar a Alexander Russell como autoridad en la descripción y clasificación científica de los vegetales.[4]